# Colymbetes sculptilis
Colymbetes sculptilis là một loài bọ cánh cứng trong họ Bọ nước. Loài này được Harris miêu tả khoa học năm 1829.

## Hình ảnh

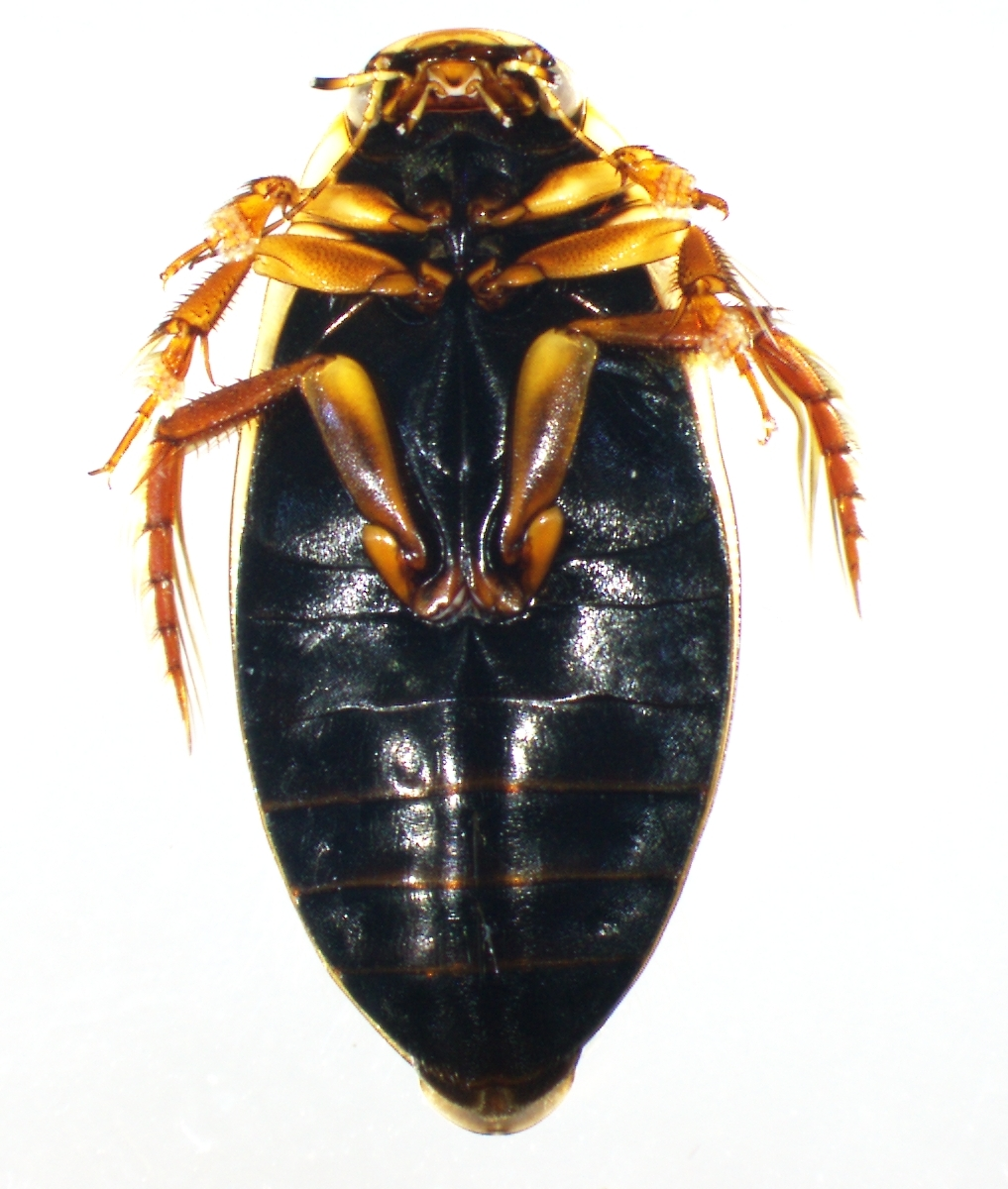